# Jefferson Andrade Siqueira
Jefferson Andrade Siqueira (* 6. Januar 1988 in Guarulhos) ist ein brasilianischer Fußballspieler, der auch die italienische Staatsangehörigkeit besitzt.

## Karriere
Jefferson begann 2005 seine Karriere in der heimischen brasilianischen Liga und spielte beim Profiklub Paraná, wo er sich durch gute Leistungen auszeichnen konnte. Zur Saison 2008/09 wechselte er ablösefrei nach Italien, wo er einen Fünfjahresvertrag beim AC Florenz unterschrieb. In seiner ersten Saison im Ausland spielte Jéffe noch für die U19 in der Primavera und dem Viareggio Cup. Für die Hinrunde der Saison 2009/10 wurde er an den italienischen Zweitligisten Frosinone Calcio verliehen. Am 12. September 2009 (4. Spieltag) gab er gegen Calcio Padova sein Profidebüt, als er in der 55. Minute für Vincenzo Santoruvo ins Spiel kam. Bis zum Ende des Jahres 2009 spielte er viermal für Frosinone in der zweithöchsten italienische Spielklasse. Für die Rückrunde wurde ein Leihgeschäft mit dem SS Cassino 1927 ausgemacht. Dort spielte er 13 Mal und traf sieben Mal. Zur Spielzeit 2010/11 wurde er nach Belgien an KAS Eupen verliehen. Gegen den KVC Westerlo debütierte er am 7. August 2010 (2. Spieltag) nach Einwechslung in der Schlussphase in der Division 1A. In der Endrunde schoss er gegen den RAEC Mons sein erstes Profitor, als sein Team mit 3:1 verlor. Zusammen mit den Playoffs um den Auf-/Abstieg, die man erfolgreich abschloss, spielte er in der Liga 17 Mal, wobei ihm drei Treffer und drei Vorlagen gelangen. Nach Ablauf der Leihe wurde er das erste Mal in die Serie C verliehen, er ging zur US Latina. Gegen Siracusa Calcio debütierte er am 4. September 2011 (1. Spieltag) für seinen neuen Arbeitgeber und schoss beim 1:1 direkt sein erstes Tor. Bei Latina war er Stammspieler und spielte 19 Mal, wobei er 19 Tore erzielen konnte.
Nach Ablauf der Leihe wurde er von Latina fest verpflichtet. In der Folgesaison spielte er insgesamt 27 Mal, traf achtmal und schaffte am Ende, unter anderem aufgrund eines Tores von ihm im Finale, mit seinem Team den Aufstieg in die Serie B. Auch in der Serie B war Jefferson Stammspieler und traf in 30 Partien fünfmal. Am Ende der Saison schaffte es Latina beinahe in die Serie A, scheiterte jedoch im Playoff-Finale am FC Cesena.
Nach insgesamt drei Spielzeiten verließ er den Verein und unterschrieb bei der AS Livorno. Bei einem 1:1-Unentschieden gegen den FC Carpi debütierte er direkt am ersten Spieltag für sein neues Team, nachdem er eingetauscht wurde. Erst am 14. Spieltag konnte er gegen den FC Pro Vercelli seinen ersten Treffer im neuen Trikot markieren, als er zum 3:1-Endstand einnetzte. Bei Livorno wurde Jefferson häufig nur eingewechselt und kam am Ende auf 15 Einsätze und zwei Tore.
Daraufhin wechselte er nach der Saison zurück zur US Latina. Bis zum Jahreswechsel spielte er 13 Mal in der Liga, wobei er einmal treffen konnte. Daraufhin wurde er für die Rückrunde an den FC Casertana verliehen. Für seinen Leihklub debütierte er bei einem 2:2 gegen Paganese Calcio nach Einwechslung. Im Spiel darauf schoss er beim 2:2 gegen die US Catanzaro sein erstes Tor im neuen Trikot. Bis zum Saisonende lief er 11 Drittligaspielen auf und schoss dabei drei Tore.
Nach der Rückkehr verließ er den Verein in Richtung Teramo Calcio. Am 3. September (2. Spieltag) debütierte er gegen den FC Bassano nach Einwechslung beim 1:1. Bei seinem dritten Einsatz, am 4. Spieltag, schoss er gegen den FC Modena sein erstes Tor für den neuen Arbeitgeber, ebenfalls nachdem er im Verlauf des Spiels eingewechselt wurde. Nachdem er gegen Ende der Hinrunde keine Einsatzzeit mehr bekommen hatte, wurde er für anderthalb Spielzeiten an die AS Viterbese Castrense verliehen. Gegen Racing Roma debütierte er am 22. Januar 2017 (22. Spieltag) bei einem 0:0 für die Mannschaft. Im Spiel darauf (23. Spieltag) sicherte er mit seinem ersten Tor den 1:0-Sieg gegen Piacenza Calcio. Er beendete die Saison bei Viterbese mit 11 Einsätzen und vier Toren und drei Toren in acht Spielen für Teramo. Die Folgesaison beendete er wettbewerbsübergreifend mit zwölf Toren in 29 Pflichtspieleinsätzen.
Für die Saison 2018/19 verpflichtete ihn der AC Monza. Während eines Kurzeinsatzes am zweiten Spieltag gegen Virtus Verona debütierte er für seinen neuen Arbeitgeber. Ein paar Einsätze darauf, gegen die US Sambenedettese schoss er sein erstes Tor für Monza und sicherte somit das 1:1-Unentschieden. In der Wintertransferperiode wurde er an die AS Giana Erminio verliehen. Dort schoss er, nachdem er wenige Tage zuvor gegen Imolese Calcio debütierte, sein erstes Tor gegen den FC Fermana beim 1:1. Die Spielzeit beendete er mit 13 Einsätzen und einem Tor für Monza und zwei Toren in genauso vielen Spielen für Erminio.
Für die Spielzeit 2019/20 wurde er von der SS Monopoli 1966 verpflichtet. Sein erstes Spiel machte er am 3. September 2019 (3. Spieltag) gegen die US Catanzaro. Bereits am nächsten Spieltag konnte er beim 2:0-Sieg über Ternana Calcio ein Tor schießen und eines vorbereiten. Mit Monopoli spielte er 2019/20 insgesamt 21 Mal, wobei ihm fünf Treffer und vier Vorbereitungen gelangen.
Bereits nach einer Saison verließ er Monopoli wieder und unterschrieb bei Calcio Padova. Er kam zu seinem ersten Einsatz am ersten Spieltag bei einem 0:1 gegen Imolese Calcio 1919. Nachdem er gegen Ende der Hinserie keine Einsatzzeit mehr bekommen hatte, wechselte er auf Leihbasis zur US Catanzaro. Für seinen neuen Verein stand er am 3. Februar 2021 (22. Spieltag) gegen Paganese Calcio das erste Mal auf dem Platz.

## Erfolge
- Aufstieg in die Serie B: 2013